# Poszyłajcie
Poszyłajcie (lit. Pašilaičių seniūnija, Pašilaičiai) – prawobrzeżna dzielnica administracyjna Wilna.